# Армантјер сир Авр
Армантјер сир Авр (фр. Armentières-sur-Avre) насеље је и општина у северној Француској у региону Горња Нормандија, у департману Ер која припада префектури Евре.
По подацима из 2011. године у општини је живело 192 становника, а густина насељености је износила 31,42 становника/km². Општина се простире на површини од 6,11 km². Налази се на средњој надморској висини од 200 метара (максималној 208 m, а минималној 174 m).

## Демографија
| 1962. | 1968. | 1975. | 1982. | 1990. | 1999. | 2011. |
| ----- | ----- | ----- | ----- | ----- | ----- | ----- |
| 160   | 163   | 178   | 132   | 142   | 163   | 192   |

График промене броја становника у току последњих година